# Vicent Almela
Vicent Almela (La Vall d'Uixó, 1981) es un poeta valenciano residente en Barcelona, donde trabaja como maestro.
Vicent Almela se diplomó como Maestro de Primaria por la Universidad Jaime I,. Como escritor ha trabajado tanto la poesía como los cuentos, publicando poemarios dentro obras colectivas como Vespre d’esperança (Edicions 96, 2003), Sinó l'absència (Editorial Fonoll, 2003), Solstici d’estiu, joves poetes de la Mediterrània (Fundació Aca, 2009). En 2003 con el libro Llum de somni (Viena Edicions, 2004) ganó el Premi de Poesia Martí Dot. Como escritor de cuentos destaca La vida dolça —publicado dentro del volumen Deu anys de contes (Perifèric Edicions, 2006)— o Llimbs —dentro De com la senyoreta M va fugir d’un quadre de Waterhouse i altres contes (Cossetània, 2006)— entre los que ha publicado en el ámbito del territorio catalanoparlante.

## Premios literarios
- Premio Martí Dot de Sant Feliu de Llobregat, 2003, por «Llum de somni»
- Maig de narrativa breve, 2003, por «La vida dolça»
- Sant Vicent del Raspeig de narrativa, 2004, por «Silenci d’àngel»
- Caldes de Malavella de microliteratura, 2005: por «Estranyesa»
- Enric Valor de narrativa, de l'Alcúdia de Crespins, 2005,por «Mel».
- La Nau, de microrrelatos, mejor autor valenciano, 2009, por «Educació vial»[6]